# Bob Hope
Leslie Townes Hope (kendt som Sir Bob Hope, (født 29. maj 1903, død 27. juli 2003), var en britisk-amerikansk entertainer og skuespiller. Han har optrådt på Broadway, tv, radio, film og på turné til amerikanske militærfolk udstationeret rundt om i verden.